# Владимир Андреевич (князь ростовский)
Владимир Андреевич — князь Ростово-Борисоглебский (до 1474), псковский наместник (1461—1462).

## Биография
Четвёртый сын князя Андрея Александровича. Именуясь удельным князем, фактически вполне зависел от великого князя Московского, который послал его в 1461 году, как «наместника своего», во Псков на княжение, назначив его, как говорит летопись, «не по Псковскому прошению, не по старине»; однако, псковичи приняли его с честью и посадили «на княжение». Под следующим — 1462 годом — первая Псковская летопись отмечает закладку им нового городца «на обидном месте» под Великим озером и церкви Космы и Дамиана «у примостья на Запсковьи»; тогда же «псковичи заложиша иный городок нов на Володчике горе и нарекоша и Володымерец»; город был назван так или в честь князя, бывшего тогда во Пскове, или по самой горе, на которой он поставлен. Хотя псковичи приняли Владимира «с честию», но не ужились с ним, находя, что он «на народ не благ», и «на вечи с степени спхнули его» и в сентябре 1462 года «показали ему путь». Обиженный таким отношением к себе, князь отправился из Пскова с жалобою на псковичей в Москву, к великому князю, который сильно разгневался на псковичей за самоуправство, но из летописи не видно, что предпринял он для наказания псковичей.
Кроме этих известий, в летописи сохранился ещё один факт из жизни князя Владимира, а именно, что он, вместе со своим двоюродным братом, князем Иваном Ивановичем Долгим, за себя и за своих детей продал свою отчину — Борисоглебскую сторону Ростова — великому князю Ивану III.
Князь Владимир имел двух сыновей: Дмитрия и Александра, сперва княживших во Пскове, а затем служивших в Москве, в сане бояр.